# Leno (Lombardia)
Leno (lombardul: Lén) település Olaszországban, Lombardia régióban, Brescia megyében. Lakosainak száma 14 338 fő (2023. január 1.). Leno Cigole, Gottolengo, Offlaga, Bagnolo Mella, Ghedi, Manerbio és Pavone del Mella községekkel határos.

## Népesség
A település lakossága az elmúlt években az alábbi módon változott:
| Lakosok száma | 14 374 | 14 322 | 14 338 |
|               | 2017   | 2018   | 2023   |